# キン肉マン キン肉星王位争奪戦
『キン肉マン キン肉星王位争奪戦』（キンにくマン キンにくせいおういそうだつせん）は、1987年5月1日にバンダイから発売されたファミリーコンピュータ ディスクシステム用ゲームソフト。

## 概要
ゆでたまごの漫画作品『キン肉マン』を題材としている。原作のキン肉星王位争奪編のストーリーを元に作られた横スクロールのアクションゲームである。難易度が高いと評判だった。
プレイヤーはキン肉マンら正義超人のチームを編成し、ステージの道中でマリポーサ、ゼブラ、フェニックスの各チームと闘う。基本は横スクロールアクションで、相手チームのメンバーを倒すと天守閣でボスと闘うことになる。
PlayStation 2用ゲーム『キン肉マン マッスルグランプリ2 特盛』（2008年）や2018年7月7日発売のニンテンドークラシックミニ ファミリーコンピュータ週刊少年ジャンプ50周年記念バージョンにも『キン肉マン マッスルタッグマッチ』（1987年）と一緒に収録されている。

## ゲーム内容

### システム
ステージごと（ステージ3を除く）にキン肉マン以外の他の正義超人が闘いに挑む順番を決める。
各ステージは横スクロールの通常ステージを進み、各ステージのボスを倒すことで次ステージへと進む。4ステージ分をクリアした段階で天守閣での大将戦となる。大将戦は横スクロールではなく、リング内で必殺技を駆使しながら対決する。ただし、ステージ3は通常ステージがなく大将戦のみ、ステージ4は通常ステージの代わりに迷路があり、その後ステージボスと4連戦、さらに大将戦が2連戦となっている。
ステージ中ではスタートボタンでポーズにしてからセレクトボタンを押すことによりメンバーを変更可能。パワーが0になると、その超人は使用不可能になる。
ステージクリア後、残り時間数によってボーナスパワーが支給され、生き残った超人に限り、パワーを回復できる。

### ステージ構成
ステージ01「熊本城」
- 通常ステージ後、キン肉マンマリポーサチームとの戦闘。

ステージ02「姫路城」
- 通常ステージ後、キン肉マンゼブラチームとの戦闘。

ステージ03「格闘城」
- 通常ステージは存在せず、キン肉マンスーパーフェニックスとキン肉マンソルジャーの一騎打ちとなっている。

ステージ04「大阪城」
- 通常ステージの代わりに「飛車角の迷宮」があり、その後「血縄縛りの門」にてステージボス戦となる。

## 登場キャラクター

### プレイヤーキャラクター

#### 大将戦
| キャラクター名       | 必殺技                                        | 必殺技の操作方法                                   | 備考                                             |
| -------------------- | --------------------------------------------- | -------------------------------------------------- | ------------------------------------------------ |
| キン肉マン           | キン肉ドライバー                              | 相手を投げた後、ハイジャンプしてBボタン            | -                                                |
| キン肉マン           | 未完成マッスルスパーク→完璧版マッスルスパーク | 相手を投げた後、ハイジャンプして十字キー↑＋Aボタン | 完璧版マッスルスパークは条件を満たすと使用可能。 |
| キン肉マンソルジャー | ナパームストレッチ                            | 相手を投げた後、ハイジャンプしてBボタン            | ソルジャーはステージ3でのみ使用可能。            |
| キン肉マンソルジャー | アタル版マッスルスパーク                      | 相手を投げた後、ハイジャンプして十字キー↑＋Aボタン | ソルジャーはステージ3でのみ使用可能。            |

#### 通常ステージ
| キャラクター名   | 必殺技                 | 必殺技の操作方法                             | 備考                                                     |
| ---------------- | ---------------------- | -------------------------------------------- | -------------------------------------------------------- |
| テリーマン       | カーフ・ブランディング | 相手を投げた後、ハイジャンプしてBボタン      | -                                                        |
| ラーメンマン     | 九龍城落打             | 相手を投げた後、ハイジャンプしてBボタン      | -                                                        |
| ロビンマスク     | ロビンスペシャル       | 相手を投げた後、ハイジャンプしてBボタン      | -                                                        |
| ウォーズマン     | スクリュードライバー   | 相手が空中にいるときに、十字キー下+Aボタン   | ステージ1で人工心臓を手に入れればステージ2から使用可能。 |
| ネプチューンマン | 喧嘩ボンバー           | 相手と一定の距離をとって、十字キー下+Aボタン | 条件を満たすとステージ4で使用可能。                      |

### 敵キャラクター

#### ステージ01 熊本城
| 種別         | キャラクター名       | 必殺技                 | 備考 |
| ------------ | -------------------- | ---------------------- | ---- |
| ステージボス | ザ・ホークマン       | スパイラルブレット     | -    |
| ステージボス | ミスターVTR          | ストップモーション光線 | -    |
| ステージボス | ミキサー大帝         | パワー分離機           | -    |
| ステージボス | キング・ザ・100t     | 鉄球変形体当たり       | -    |
| 大将         | キン肉マンマリポーサ | 偽マッスルリベンジャー | -    |

#### ステージ02 姫路城
| 種別         | キャラクター名   | 必殺技                       | 備考 |
| ------------ | ---------------- | ---------------------------- | ---- |
| ステージボス | ザ・マンリキ     | スクランブルバイス           | -    |
| ステージボス | モーターマン     | ドリル・ア・ホール・スパーク | -    |
| ステージボス | バイクマン       | エレキリング                 | -    |
| ステージボス | バイクマン       | バイク変形体当たり           | -    |
| ステージボス | パルテノン       | 化石飛ばし                   | -    |
| ステージボス | パルテノン       | 神殿瓦礫崩し                 | -    |
| 大将         | キン肉マンゼブラ | マッスルインフェルノ         | -    |

#### ステージ03 格闘城
| 種別 | キャラクター名                 | 必殺技               | 備考 |
| ---- | ------------------------------ | -------------------- | ---- |
| 大将 | キン肉マンスーパーフェニックス | マッスルリベンジャー | -    |

#### ステージ04 大阪城
| 種別         | キャラクター名                 | 必殺技                     | 備考 |
| ------------ | ------------------------------ | -------------------------- | ---- |
| ステージボス | サタンクロス                   | 手裏剣                     | -    |
| ステージボス | サタンクロス                   | トライアングルドリーマー   | -    |
| ステージボス | プリズマン                     | カピラリア7光線            | -    |
| ステージボス | マンモスマン                   | ビッグタスク               | -    |
| ステージボス | マンモスマン                   | ノーズフェンシング         | -    |
| ステージボス | ジ・オメガマン                 | オメガカタストロフドロップ | -    |
| 大将         | プリンス・カメハメ             | ゴリー・エスペシャル       | -    |
| 大将         | プリンス・カメハメ             | ボーバックブリーカー       | -    |
| 大将         | プリンス・カメハメ             | バックフリップ             | -    |
| 大将         | キン肉マンスーパーフェニックス | マッスルインフェルノ       | -    |
| 大将         | キン肉マンスーパーフェニックス | マッスルリベンジャー       | -    |

#### その他の敵キャラクター
鬼・超人警察
- 道中で多数登場し、棍棒や弓で攻撃してくる。鬼はステージ1、超人警察はステージ2に登場する。

邪悪の神
- 運命の王子に協力している超人の神。一定時間に登場し、プレイヤーを追撃する。

## 評価
- ゲーム誌『ファミコン通信』のクロスレビューでは、5・6・6・5の合計22点（満40点）となっている[8][5]。レビュアーの意見としては、「キャラクターがよく描けてるのにね。操作が難しいのだ」などと評されている[8]。

- ゲーム誌『ファミリーコンピュータMagazine』の読者投票による「ゲーム通信簿」での評価は以下の通りとなっており、15.76点（満25点）となっている[6]。また、同雑誌1991年5月24日号特別付録の「ファミコンディスクカード オールカタログ」では、「超人同士の必殺技の応酬が迫力モノ」、「全20人の登場超人全員が原作どおりの必殺技を使うのが楽しい」と紹介されている[6]。

| 項目 | キャラクタ | 音楽 | 操作性 | 熱中度 | お買得度 | オリジナリティ | 総合  |
| 得点 | 3.54       | 2.98 | 2.86   | 3.28   | -        | 3.10           | 15.76 |

- ゲーム誌『ユーゲー』では、「対戦モードがなくなったのは残念だが、前作『マッスルタッグマッチ』に比べキャラの動き、グラフィックともに格段に進歩しており、技術の進化を強く感じさせてくれる」、「各超人の必殺技も忠実に再現されており、キャラゲーとしてのクオリティはかなり高かった」と評している[7]。